# Joschka Knuth
Joschka Knuth (* 24. Mai 1993 in Kiel) ist ein deutscher Politiker (Bündnis 90/Die Grünen) und Geograph. Er ist seit Juni 2022 Staatssekretär im Ministerium für Energiewende, Klimaschutz, Umwelt und Natur des Landes Schleswig-Holstein. Zuvor war er von Juli 2019 bis Juni 2022 Mitglied des Schleswig-Holsteinischen Landtages.

## Leben und Beruf
Knuth wurde in Kiel geboren. Nach dem Abitur 2013 auf der Freien Waldorfschule in Eckernförde studierte er Geographie an der Christian-Albrechts-Universität zu Kiel. 2016 schloss er das Studium mit einem Bachelor of Science ab. Anschließend trat er in den Dienst des Landes Schleswig-Holstein und arbeitete als Persönlicher Referent des  Ministers für Energiewende, Landwirtschaft, Umwelt und ländliche Räume Robert Habeck, als stellvertretender Leiter der Stabsstelle für Verbindungs- und politische Koordinierungsangelegenheiten in der Staatskanzlei sowie als Pressesprecher im Ministerium für Energiewende, Landwirtschaft, Umwelt, Natur und Digitalisierung. Als Habeck 2018 als neuer Bundesvorsitzender der Grünen die Landespolitik verließ, schied Knuth aus dem Landesdienst aus und wurde Senior Consultant für den öffentlichen Sektor bei der Ernst & Young Wirtschaftsprüfungsgesellschaft.

## Politik
Von 2013 bis 2017 war Knuth Ortsvorsitzender der Grünen in Eckernförde. Als bürgerliches Mitglied gehörte er dem  Ausschuss für Jugend, Kultur, Bildung und Sport der Stadt Eckernförde an und initiierte 2011 die „Fair Trade Town Kampagne“. Von 2014 bis 2017 war er Mitglied im Landesparteirat der schleswig-holsteinischen Grünen und von 2016 bis 2018 Beisitzer im Kreisvorstand der Grünen im Kreis Rendsburg-Eckernförde. Bei der Landtagswahl in Schleswig-Holstein 2017 kandidierte er auf Listenplatz zwölf der grünen Landesliste und verpasste zunächst den Einzug in den Landtag. Am 1. Juli 2019 rückte er für den neuen Europaabgeordneten Rasmus Andresen in den Schleswig-Holsteinischen Landtag nach, in dem er in der 19. Wahlperiode stellvertretendes Mitglied im Finanzausschuss war. In der Landtagsfraktion war er in der 19. Wahlperiode für die Themen Wirtschaft, Arbeit, Digitalisierung, Tierschutz, Sport und Verbraucherschutz zuständig. Bei der Landtagswahl in Schleswig-Holstein 2022 zog er über die Landesliste erneut in den Landtag ein. Sowohl 2017 als auch 2022 kandidierte er zudem ach im Landtagswahlkreis Eckernförde.
Im Zuge der Bildung des Kabinetts Günther II wurde er am 29. Juni 2022 zum Staatssekretär im Ministerium für Energiewende, Klimaschutz, Umwelt und Natur des Landes Schleswig-Holstein unter Minister Tobias Goldschmidt ernannt. Im Zuge dessen legte er sein Landtagsmandat nieder.